# Wahlen zum Senat der Vereinigten Staaten 1942
Am 3. November 1942, bzw. am 14. September im Bundesstaat Maine, wurde in den Vereinigten Staaten ein Drittel der Mitglieder des US-Senats gewählt. Die Wahlen waren Teil der allgemeinen Wahlen zum 78. Kongress der Vereinigten Staaten in jenem Jahr, bei denen auch alle Abgeordneten des Repräsentantenhauses gewählt wurden.
Seit der Verabschiedung des 17. Zusatzartikel zur Verfassung der Vereinigten Staaten im Jahr 1913 werden alle US-Senatoren in ihrem jeweiligen Bundesstaat direkt vom Volk ihres Staates gewählt. Dabei stellt jeder Bundesstaat 2 Senatoren. Nach der Verfassung der Vereinigten Staaten werden US-Senatoren auf sechs Jahre gewählt. Allerdings werden nie alle Senatsmitglieder gleichzeitig gewählt. Die Wahlen folgen einem Schema, wonach alle zwei Jahre ein Drittel der Senatoren zeitgleich mit den Wahlen zum US-Repräsentantenhaus gewählt werden. Zu diesem Zweck ist der Senat in drei Klassen eingeteilt, die das Wahljahr der Senatoren bestimmen. Im Jahr 1942 standen die Senatoren der Klasse II zur Wahl. Zu diesem Zeitpunkt bestanden die Vereinigten Staaten aus 48 Bundesstaaten. Daraus ergibt sich die Zahl von insgesamt 96 Senatoren, von denen 34 zur Wahl standen. Überschattet waren die Wahlen von den Ereignissen des Zweiten Weltkriegs, an dem die Vereinigten Staaten seit dem 7. Dezember 1941 aktiv teilnahmen. Die Wahlen ergaben nach 1938 und 1940 zum dritten Mal in Folge einen Verlust für die Demokraten, die acht Mandate und damit ihre Zweidrittelmehrheit im Senat verloren. Allerdings hielten sie noch eine stabile absolute Mehrheit der Sitze.

## Senatszusammensetzung nach der Wahl
- Demokratische Partei: 59 (65)[1]
- Republikanische Partei: 38 (29)
- Progressive Party: 1 (1)
- Sonstige: 0 (1)

Gesamt: 96
In Klammern sind die Ergebnisse der letzten Wahlen vom 5. November 1940. Veränderungen im Verlauf der Legislaturperiode, die nicht die Wahlen an sich betreffen, sind bei diesen Zahlen nicht berücksichtigt. Werden aber im Artikel über den 78. Kongress im Abschnitt über die Mitglieder des Senats bei den entsprechenden Namen der Senatoren vermerkt.
Zu Veränderungen nach der Wahl siehe auch Liste der Mitglieder des Senats im 78. Kongress der Vereinigten Staaten.